# Выселение украинцев из Польши в УССР

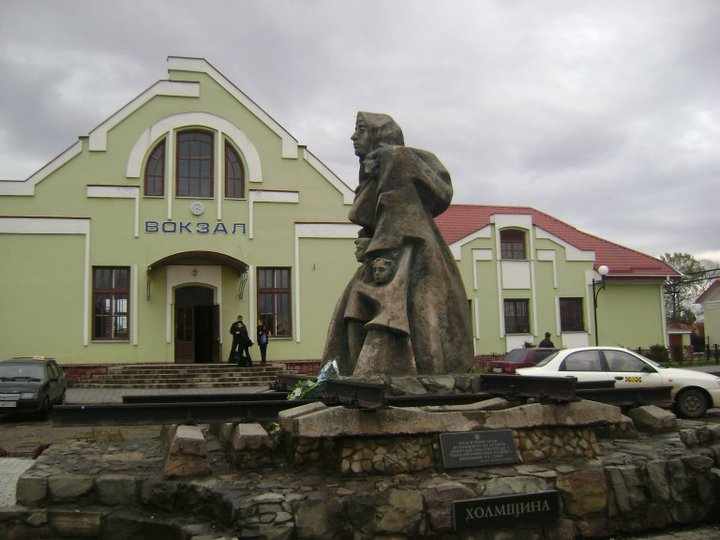
Самбор. Памятный знак депортированным украинцам из Лемковщины, Холмщины, Надсанья, Подляшья

Выселение украинского населения из ПНР в СССР (1944—1946) — акция массового переселения пограничного населения.
9 сентября 1944 Польский комитет национального освобождения заключил три международных соглашения (Республиканские договоры) с тремя советскими республиками: БССР, УССР и ЛитССР. Официальное название договора между ПНР и СССР: «Соглашение между Правительством Украинской Советской Социалистической Республики и Польским Комитетом Национального освобождения об эвакуации украинского населения с территории Польши и польских граждан с территории УССР». С польской стороны договор подписал председатель ПКНО Эдвард Осубка-Моравский, с украинской — председатель СНК УССР Н. С. Хрущёв. Договор предоставлял возможность выезда украинцам, белорусам и русским в УССР и возвращение в Польшу поляков и евреев, которые по состоянию на 17 сентября 1939 г. были гражданами Польского государства.
Договор содержал и тайную часть — подробную инструкцию выполнения, которая была передана польскому правительству 22 сентября 1944 г. представителем СССР при ПНВК — генерал-полковником Н. А. Булганиным.
Главными представителями польского правительства в деле эвакуации украинского населения из Польши были: консул Мечислав Рогальский (до 30 апреля 1945 г.) и Юзеф Беднаж (с 1 мая 1945 г. по 11 марта 1947 г.). Главными уполномоченными правительства УССР выступали Н. В. Подгорный и М. А. Ромащенко (с 1 января 1946 г.)

## Организация
Советская сторона определила Главного Уполномоченного, а польская — Главного Представителя. Их резиденции находились в Люблине и Луцке. В помощь им предоставлено по два заместителя, а также региональные представители и уполномоченные, эксперты и вспомогательный технический персонал.
Определены представительства районных уполномоченных в регионах:
- с польской стороны: Влодава, Хелм, Замосць, Красныстав, Билгорай, Грубешов, Любачув, Ярослав, Пшемысль и Леско.
- с украинской стороны: Малая Влодавка, Лычков, Превоз, Устилуг, Сокаль, Пархач, Рава-Русская, Краковец, Медыка, Нижанковичи, Ласковец, Устияново.

Обе стороны сохраняли возможность создания региональных пунктов и в других местах.

### I этап репатриации
Территория, на которой происходила акция, охватывала земли Ряшевского, Люблинского и Краковского воеводств. Всех их разделили на 15 районов, в каждом из которых действовала отдельная, так называемая польско-украинская комиссия. В полномочия этих комиссий входило сбор заявлений от местного населения о выезде, подготовка списков переселенцев и эвакуационных карт, организация транспорта, и т. п.

### II этап репатриации
Второй этап продолжался с 1 января до конца августа 1945 года. Зимой репатриация была приостановлена из-за сложных погодных условий. Весной 1945 года уехали жители разрушенных при отступлении немецких войск сел из районов Лупковского и Дукельского перевалов. Это была, практически, последняя группа лиц, которые добровольно согласились на выезд в СССР.

### III этап репатриации
Третий этап продолжался с 1 сентября по 31 декабря 1945. Для сопровождения людей были задействованы части 3-й, 8-й и 9-й дивизий польской армии. На данном этапе из Польши выселено 81 806 человек (22 854 семьи). Насильственная депортация охватила четыре района: Залесский, Перемышль, Санок и Любачов. Депортация сопровождалась репрессиями. В частности 21 сентября 1945 был впервые арестован греко-католический епископ Перемышльский Иосафат Коциловский.
В ответ на принудительное переселение проводник УПА в Польше полковник «Орест» 9 сентября 1945 издал приказ о боевых действиях против комиссий по переселению и польских войск, которые сопровождали депортированных, и о сжигании опустевших поселений с целью задержки их заселения поляками. Также нападениям УПА подвергались железнодорожные линии, станции, мосты и путепроводы. Аналогичные приказы издавал проводник УПА Стяг. Почувствовав угрозу со стороны УПА, польское правительство интенсифицировало действия по депортации украинского населения.

### IV этап репатриации

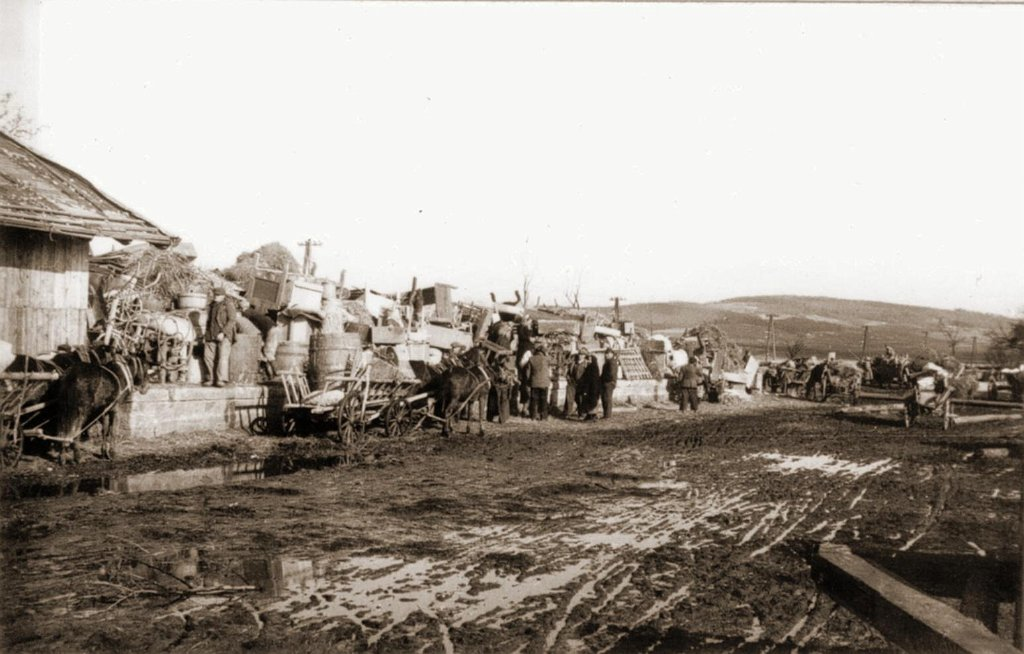
Выселение украинцев из Новосельцы (Санокский повет). Март 1946 года

Четвёртый этап продолжался с 1 января по 15 июня 1946. В 1946 отряды Польской народной армии осуществляли акции подавления, в частности в следующих селах: Терка (30 жертв), Бжозовець округ Чашина (9 жертв), Суровичны Поляны (9 жертв), Карликов (14 жертв), Мхава (количество жертв неизвестно). Кровавой была резня в Завадке Мороховской, где 56 жителей села были убиты солдатами.
5 апреля 1946 была создана оперативная группа «Жешув» (GO «Rzeszów») под командованием генерала Яна Роткевича. Этой организации были подчинены 3-я, 8-я и 9-я пехотные дивизии и все силы WOP, KBW, МО и MBP. 26 апреля 1946 генерал Стефан Моссор приказал до 15 июня вывезти на Украину 14 045 семей, которые, по данным комиссий по переселению, всё ещё оставались в этом районе. Для достижения этой цели было увеличено число депортируемых семей со 100 до 500 в день. 26 июня 1946 (то есть после даты окончания договора) был похищен епископ Иосафат Коциловский и передан в руки НКВД. 27 июня 1946 был арестован вспомогательный епископ Перемышльской епархии Григорий Лакота. Оба священнослужителя погибли на чужбине.

## Последствия
Всего, во время проведения акции, было переселено около 480 000 человек (122 450 украинских семей), в том числе:
- из Краковского воеводства — 21 776 человек
- из Жешувского воеводства — 267 790 человек
- из Люблинского воеводства — 190 734 человека.

6 мая 1947 года правительства ПНР и СССР объявили совместное заявление об окончании переселения поляков с территории УССР в Польшу и украинского населения с территории Польши в УССР.